# Charles Michael Davis
Charles Michael Davis (Dayton, 1º dicembre 1984) è un attore e modello statunitense.

## Biografia e carriera
Ha origini afroamericane e filippine: il padre è del Kentucky e la madre è di Manila.
Comincia come modello  e poi inizia le prime apparizioni in serie televisive come Raven, Switched at Birth - Al posto tuo e The Client List - Clienti speciali. Compare in alcuni episodi di Grey's Anatomy nel ruolo del personaggio ricorrente del dr. Jason Myers.
Nel febbraio 2013, viene annunciato il suo ruolo tra i personaggi principali nello spin-off del telefilm The Vampire Diaries, The Originals, dove interpreta il vampiro Marcel Gerard. Nel 2015 prende parte alla serie televisiva Younger.

## Filmografia

### Televisione
- Noah's Arc – serie TV, episodio 1x03 (2005)
- Raven (That's So Raven) – serie TV, episodio 3x32 (2005)
- Switched at Birth - Al posto tuo (Switched at Birth) – serie TV, episodi 1x01, 1x02, 1x03, 1x04 (2011)
- Grey's Anatomy – serie TV, 7 episodi (2013)
- The Client List - Clienti speciali (The Client List) – serie TV, episodi 2x03, 2x05 (2013)
- The Vampire Diaries – serie TV, episodio 4x20 (2013)
- The Originals – serie TV, 92 episodi (2013-2018) – Marcel Gerard
- Younger – serie TV, 27 episodi (2017-2021)
- Jane the Virgin – serie TV, episodio 4x07 (2018)
- Z Nation – serie TV, episodio 5x10 (2018)
- L'amore non dorme mai (No Sleep 'Til Christmas), regia di Phil Traill - film TV (2018)
- Chicago P.D. – serie TV, episodi 6x14, 6x16, 6x17, 6x19 (2019)
- For the People – serie TV, 10 episodi (2019)
- Natale alle Hawaii (Same Time, Next Christmas), regia di Stephen Herek – film TV (2019)
- NCIS: New Orleans – serie TV, 23 episodi (2020-2021)
- Legacies - serie TV, episódio 4x15 (2022)

## Doppiatori italiani
Nelle versioni in italiano delle opere in cui ha recitato, Charles Michael Davis è stato doppiato da:
- Fabrizio Vidale in The Originals, Legacies
- Guido Di Naccio in Grey's Anatomy (ep.9x17-19, 9x21-23), Chicago PD
- Gabriele Trentalance in Grey's Anatomy (ep. 9x15)
- Daniele Raffaeli in The Client List - Clienti speciali
- Riccardo Scarafoni in NCIS: New Orleans
- Roberto Draghetti in The Vampire Diaries
- Simone Crisari in Natale alle Hawaii
- Gianluca Cortesi in Younger
- Mirko Mazzanti in Raven